# Bombylius chinensis
Bombylius chinensis är en tvåvingeart som beskrevs av Paramonov 1931. Bombylius chinensis ingår i släktet Bombylius och familjen svävflugor. Inga underarter finns listade i Catalogue of Life.